# Whiskey in the Jar
Whiskey in the Jar je irská lidová píseň o loupežníkovi (zpravidla odehrávající se v pohořích Cork a Kerry), kterého zradila manželka či milenka. Tuto píseň především proslavila svojí předělávkou irská rocková skupina Thin Lizzy. Text písně se s různými verzemi liší, typická verze začíná:
As I was a-walkin round Kilgary Mountain
I met Colonel Farrel and his money he was countin',
I rattled me pistols and I drew forth me saber,

Sayin' "Stand and deliver, for I am the bold deceiver!"
Musha rig um du rum da, / Whack fol the daddy O,
Whack fol the daddy O, / There's whiskey in the jar.
Píseň nahrálo mnoho hudebních skupin a interpretů, například The Dubliners, The Pogues, Peter, Paul and Mary, The Seekers, The Highwaymen, Roger Whittaker, Clancy Brothers a Tommy Makem, The Irish Rovers, z českých kapel potom například punková skupina Píča, česky ji taky otextoval Lou Fanánek Hagen (+ Doctor P.P.) nebo Honza Vyčítal s Greenhorns jako skladbu Whisky plnej džbán. Dále některé skupiny převzaly cover verzi od Thin Lizzy, jsou to například Pulp (1995), Smokie, Metallica (1998, za svou verzi dostali cenu Grammy) nebo Belle & Sebastian (2006).

## Verze
Najstarší verze písně začínají textem:
As I was going over the far famed Kerry mountains
I met with Captain Farrell, and his money he was counting.
I first produced my pistol, and I then produced my rapier.
Sayin' stand and deliver, for you are a bold deceiver.
Skladba „Whiskey in the Jar“ byla nahraná v mnoha verzích, verze skupiny Grateful Dead začíná takto:
As I was goin' over the Kill Dara Mountains,
I met Colonel Pepper and his money he was counting.
I drew forth my pistols and I rattled my saber,
Sayin': "Stand and deliver, for I am a bold deceiver!".
Musha rin um du rum da, Whack for the daddy-o,
Whack for the daddy-o, There's whiskey in the jar.
Avšak verze skupiny The Dubliners začíná takto:
As I was goin' over the far famed Kerry mountains,
I met with Captain Farrell, and his money he was counting.

I first produced me pistol and I then produced me rapier,

Saying: "Stand and deliver, for you are a bold deceiver!".
Musha rin du-rum do du-rum da, Whack fol de daddy-o,
Whack fol de daddy-o, There's whiskey in the jar.
Verze skupin Thin Lizzy / Metallica začíná:
As I was goin' over the Cork and Kerry mountains.

I saw Captain Farrell and his money he was counting.

I first produced my pistol and then produced my rapier.

I said: "Stand and deliver or the devil he may take ya".

Yeah

Musha ring dum-a do dum-a da, Whack for my daddy-o,

Whack for my daddy-o, There's whiskey in the jar-o.